# Temporada 2019-2020 del RCD Espanyol
Dades de la temporada 2019-2020 del RCD Espanyol.

## Fets destacats
- 16 de juliol de 2019: Pretemporada: CF Peralada 0 - Espanyol 6.[3]
- 20 de juliol de 2019: Pretemporada: RC Lens 1 - Espanyol 3.[4]
- 25 de juliol de 2019: Lliga Europa: Espanyol 4 - Stjarnan 0.[5]
- 28 de juliol de 2019: Pretemporada: Sheffield Wednesday 2 - Espanyol 2.[6]
- 8 d'agost de 2019: Lliga Europa: FC Luzern 0 - Espanyol 3.[7]
- 15 d'agost de 2019: Lliga Europa: Espanyol 3 - FC Luzern 0.[8]
- 3 d'octubre de 2019: Lliga Europa: PFC CSKA Moscou 0 - Espanyol 2.[9]
- 7 de novembre de 2019: Lliga Europa: Espanyol 6 - Ludogorets Razgrad 0.[10]
- 19 de juliol de 2020: Lliga: Espanyol 0 - Celta de Vigo 0. Després d'una temporada desastrosa d'Espanyol torna a Segona divisió, 26 temporades després.[11]

## Resultats i Classificació
- Lliga d'Espanya: Vintena posició amb 25 punts (38 partits, 5 victòries, 10 empats, 23 derrotes, 27 gols a favor i 58 en contra).
- Copa d'Espanya: Setzens de final. Eliminà el Lleida Esportiu i el UD San Sebastián de los Reyes. Eliminat per la Reial Societat a setzens de final.
- Lliga Europa: Setzens de final. A les rondes preliminars eliminà el Stjarnan, FC Luzern i Zorya Luhansk. A la fase de grups es classificà en primera posició per davant de Ludogorets Razgrad, Ferencvárosi TC i CSKA Moscou. Va ser derrotat pel Wolverhampton Wanderers a la ronda de setzens de final.

## Plantilla
A de 22 de juliol de 2020
| P   | D  | Jugador                    | Lliga | Lliga | Copa d'Espanya | Copa d'Espanya | Lliga Europa | Lliga Europa |
| P   | D  | Jugador                    | PJ    | G     | PJ             | G              | PJ           | G            |
| --- | -- | -------------------------- | ----- | ----- | -------------- | -------------- | ------------ | ------------ |
| POR | 13 | Diego López (4t capità)    | 36    | -58   | -              | -              | 11           | -7           |
| POR | 1  | Andrés Prieto              | -     | -     | 3              | -2             | 3            | -7           |
| POR | 25 | Oier Olazábal              | 2     | -     | -              | -              | -            | -            |
| DEF | 17 | Dídac Vilà                 | 30    | -     | -              | -              | 5            | -            |
| DEF | 20 | Bernardo Espinosa          | 26    | 3     | 1              | -              | 3            | -            |
| DEF | 3  | Adrià Pedrosa              | 20    | 1     | 3              | -              | 5            | 1            |
| DEF | 5  | Naldo                      | 18    | -     | 1              | -              | 4            | -            |
| DEF | 34 | Víctor Gómez               | 18    | -     | 1              | -              | 2            | -            |
| DEF | 16 | Javi López ( capità)       | 17    | -     | 3              | -              | 3            | -            |
| DEF | 18 | Leandro Cabrera            | 17    | -     | -              | -              | -            | -            |
| DEF | 24 | Fernando Calero            | 15    | -     | 2              | -              | 5            | -            |
| DEF | 2  | Pipa                       | 7     | -     | 2              | -              | 3            | -            |
| DEF | 6  | Lluís López                | 4     | -     | 2              | -              | 9            | 1            |
| DEF | 18 | Sébastien Corchia          | 3     | -     | -              | -              | 4            | -            |
| DEF | 37 | Ricard Pujol               | -     | -     | 1              | -              | -            | -            |
| MIG | 10 | Sergi Darder               | 36    | 2     | -              | -              | 3            | 1            |
| MIG | 21 | Marc Roca                  | 35    | 2     | 1              | -              | 3            | -            |
| MIG | 15 | David López (3r capità)    | 32    | 4     | 1              | -              | 3            | -            |
| MIG | 4  | Víctor Sánchez (2n capità) | 25    | -     | 1              | -              | 3            | -            |
| MIG | 14 | Óscar Melendo              | 24    | -     | 1              | -              | 6            | 2            |
| MIG | 22 | Matías Vargas              | 21    | -     | 2              | -              | 6            | 2            |
| MIG | 23 | Esteban Granero            | 11    | 1     | -              | -              | 10           | -            |
| MIG | 8  | Ander Iturraspe            | 8     | -     | 3              | -              | 4            | -            |
| MIG | 33 | Nico Melamed               | 6     | -     | -              | -              | 1            | -            |
| MIG | 26 | Pol Lozano                 | 5     | -     | 2              | -              | 6            | -            |
| MIG | 29 | Moha                       | -     | -     | 1              | -              | 1            | -            |
| DAV | 7  | Wu Lei                     | 33    | 4     | 3              | 2              | 7            | 1            |
| DAV | 12 | Jonathan Calleri           | 27    | 1     | 1              | 1              | 6            | 3            |
| DAV | 31 | Víctor Campuzano           | 20    | -     | 1              | -              | 6            | 3            |
| DAV | 23 | Adri Embarba               | 18    | 2     | -              | -              | -            | -            |
| DAV | 9  | Facundo Ferreyra           | 16    | 1     | 2              | -              | 4            | 1            |
| DAV | 11 | Raúl de Tomás              | 14    | 4     | 1              | 1              | -            | -            |
| DAV | 19 | Pablo Piatti               | 3     | -     | 2              | -              | 2            | -            |
| DAV | 7  | Borja Iglesias             | -     | -     | -              | -              | 3            | 3            |
| DAV | 36 | Kévin Olivier Soni         | 1     | -     | -              | -              | -            | -            |
| DAV | 11 | Javier Puado               | -     | -     | -              | -              | -            | -            |

- Facundo Ferreyra cedit pel SL Benfica.
- Jonathan Calleri cedit pel Deportivo Maldonado.
- Bernardo Espinosa cedit pel Girona CF.
- Sébastien Corchia cedit pel Sevilla FC.
- Kévin Soni cedit pel Girona CF.

Els equips espanyols estan limitats a tenir en la plantilla un màxim de tres jugadors sense passaport de la Unió Europea. La llista inclou només la principal nacionalitat de cada jugador; alguns jugadors no europeus tenen doble nacionalitat d'algun país de la UE:

### Cessions
| N. | Pos. | Nac. | Jugador                                                 |
| -- | ---- | --- | ------------------------------------------------------- |
| —  | MIG  | [[Fitxer:Flag of Catalonia.svg\|23x15px\|border \|alt=Catalunya\|link=Selecció de futbol de Catalunya\|{{#if:\|]] | Álex López (al CD Lugo fins al 30 juny de 2020)         |
| -- | DEF  | [[Fitxer:Flag of Catalonia.svg\|23x15px\|border \|alt=Catalunya\|link=Selecció de futbol de Catalunya\|{{#if:\|]] | Lluís López (al CD Tenerife fins al 30 juny de 2020)    |
| —  | DAV  | [[Fitxer:Flag of Catalonia.svg\|23x15px\|border \|alt=Catalunya\|link=Selecció de futbol de Catalunya\|{{#if:\|]] | Javi Puado (al Reial Saragossa fins al 30 juny de 2020) |

### Equip tècnic
- Entrenador:  Francisco Rufete [anteriors: David Gallego (fins al 7 d'octubre), Pablo Machín (del 7 d'octubre al 23 de desembre), Abelardo Fernández (del 27 de desembre al 27 de juny)]
- Entrenador assistent:  Ramon Alturo Pons [anteriors: Carlos Castro (fins al 7 d'octubre), Jordi Guerrero (del 7 d'octubre al 23 de desembre), Tomás Hervás e Iñaki Tejada (del 27 de desembre al 27 de juny)]
- Entrenador de porters:  Jesús Salvador
- Doctor:  Misael Rivas López [anteriors: Carles Enrique Hernández]
- Preparador físic:  Jaume Bartés Arenas [anteriors: Toni Clavero Vico, Jordi Balcells, Carlos Martínez]
- Assistent:  Tommy N'Kono